# Eisenbahnbrücke Kupferdreh
Die Eisenbahnbrücke Kupferdreh ist eine ehemalige Eisenbahnbrücke der Ruhrtalbahn über die Ruhr und verbindet heute die Essener Stadtteile Kupferdreh und Heisingen mit einem Rad- und Fußweg.

## Geschichte
Nach Baubeginn im Jahr 1870 wurde die zweigleisige, 233 Meter lange Stahlfachwerkbrücke am 10. August 1872 für die Ruhrtalbahn als Teil der Bergisch-Märkischen Eisenbahn eingeweiht. Vorausgegangen war im Jahr 1865 deren Beschluss zum Bau. Nun war der Steinkohlentransport während des boomenden Bergbaus im Ruhrgebiet von Überruhr, Kupferdreh, Heisingen, Werden und Kettwig bis zum Rhein möglich. Ursprünglich besaß die Stahlbrücke fünf Rundbögen mit einer Spannweite von jeweils 37,66 Metern, gelagert auf vier Strom- und zwei Landpfeilern. Die Ruhr floss nur unter dem zweiten Bogen von Heisinger Seite aus gesehen hindurch.
Durch die Fertigstellung des Baldeneysees 1933 wurde der Wasserspiegel so weit angehoben, dass alle fünf Felder durch Wasser vollständig unterspült wurden. Die einstigen Rundbögen wurden vor dem Bau des Baldeneysees Mitte bis Ende der 1920er Jahre durch das heutige, durchgehende und kastenförmige Stahlfachwerk ersetzt.
1945 wurde die Brücke von der deutschen Wehrmacht gesprengt, um die vorrückenden amerikanischen Truppen aufzuhalten. Nach dem Zweiten Weltkrieg baute die Gewerkschaft Christine sie eingleisig wieder auf.
Die Eisenbahnbrücke wurde mit der Stilllegung der umliegenden Steinkohlenzechen überflüssig und am 1. Oktober 1978 außer Betrieb gesetzt. Nach Umbau zum Rad- und Fußweg und Anhebung um 70 cm wurde die Brücke am 6. Dezember 1984 durch den damaligen Oberbürgermeister Peter Reuschenbach eingeweiht. Sie ist heute Teil des RuhrtalRadwegs.
Eine Holzkonstruktion bildet die Lauf- und Fahrfläche. Zudem gibt es zehn Aussichtskanzeln mit Sitzgelegenheiten. Diese wurden nach einer Hauptprüfung Brücke im September und Oktober 2023 wegen des schlechten Zustands aus Sicherheitsgründen bis auf Weiteres gesperrt.